# Jörgen Sundelin
Jörgen Lars Sundelin (ur. 15 marca 1945 w Sztokholmie) – szwedzki żeglarz sportowy. Złoty medalista olimpijski z Meksyku.
Zawody w 1968 były jego pierwszymi igrzyskami olimpijskimi, startował również cztery i osiem lat później. Załogę uzupełniali jego bracia Ulf (sternik) i Peter. Olimpijczykiem był również ich kuzyn, Stefan.